# Neocolpoptera monticolens
Neocolpoptera monticolens är en insektsart som beskrevs av Dozier 1931. Neocolpoptera monticolens ingår i släktet Neocolpoptera och familjen sköldstritar. Inga underarter finns listade i Catalogue of Life.